# ユークリッドの果樹園

ユークリッドの果樹園の一角。それぞれの木は、平面 x + y = 1 への射影の x 座標のラベルがつけられている。分子が x で、分母が x + y とも表現できる。青い木（点）は原点から（他の木に遮られることなく）見ることができ、赤い木は手前の木に遮られて原点から見ることができない木である。

ユークリッドの果樹園は、第一象限に正方格子状に植えられた、単位高さの“木”（線分）の配列である 。厳密は、ユークリッドの果樹園は、正の整数 i と j に対する (i, j, 0) から (i, j, 1) までの線分の集合である

ユークリッドの果樹園の平面図。青い点は原点から（他の木に遮られることなく）見ることができる。

ユークリッドの果樹園の透視図。赤い木は j = i ± 2 の木。

原点から(m, n, 0) の木が見えることは、m と n が互いに素であることと同値である。すなわち、m/n が既約分数であることに対応する。ユークリッドの果樹園という名は、互いに素であるかを判定する（最大公約数を求める）ユークリッドの互除法にちなむ。
果樹園の頂点を原点に対して平面 x + y = 1 に投影すると、トマエ関数のグラフの一部をなす。点 (m, n, 1) は
{\displaystyle \left({\frac {m}{m+n}},{\frac {n}{m+n}},{\frac {1}{m+n}}\right)}
に投影される。